# Hypsibius stiliferus
Espèce
Hypsibius stiliferus est une espèce de tardigrades de la famille des Hypsibiidae.

## Distribution
Cette espèce est endémique de Sakhaline en Russie.

## Publication originale
- Abe, 2004 : A new species of the genus Hypsibius (Tardigrada: Parachela: Hypsibiidae) from Sakhalin Island, Far East Russia. Zoological Science (Tokyo), vol. 21, no 9, p. 957-962.